# Melchiade Gabba
Melchiade Gabba, italijanski general, * 20. avgust 1874, Milano, † 17. november 1952, Rim.